# Dunja Bengsch
Dunja Bengsch (* 21. Mai 1962  in München) ist eine deutsche Schauspielerin.

## Leben
Dunja Bengsch besuchte in ihrer Geburtsstadt das musische Pestalozzi-Gymnasium München. 1974 erhielt sie beim Klavierwettbewerb des Pianohauses Lang im Herkulessaal in München einen 1. Preis. Von 1971 bis 1974 war sie im Kinderballett der Bayerischen Staatsoper. Im Alter von 12 Jahren verkörperte sie dort die Rolle der jungen Mélisande in Claude Debussys Oper Pelléas et Mélisande unter der Regie von Jean-Pierre Ponnelle. Im Jahr 1974 sammelte sie bereits erste Kameraerfahrung in Volker Schlöndorffs TV-Spielfilm Georginas Gründe. An der John Cranko Schule in Stuttgart setzte sie ihre Ballettausbildung 1976 fort, besuchte dort neben dem Ballettinternat das Eberhard Ludwig Gymnasium und erzielte nach Mitwirkung in Oper und Ballett am Staatstheater Stuttgart und eigenen Choreographien im Kleinen Haus Stuttgart 1981 ihren Fachhochschulabschluss. Anschließend war sie fünf Spielzeiten als Solistin und Choreographin am Ulmer Theater engagiert und zwei weitere am Theater Krefeld-Mönchengladbach. Als veritable Tanzaktrice widmete sie sich 1988 ganz dem Schauspiel und begann eine Ausbildung an der Schauspielschule im Theater im Westend in München. An der Otto Falckenberg Schule intensivierte sie Rolle-Sprechen-Gesang, erhielt bei Elfride Kuzmany Privatunterricht und absolvierte 1990 bei der paritätischen Prüfungskommission des DBV ihre Bühnenreifeprüfung. Es folgten ein Engagement am Theater Halberstadt, Theater-Tourneen, etliche Sommerfestspiele (u. a. bei den Luisenburg-Festspielen in Wunsiedel) sowie einige Choreographien für Theater- und Musical-Produktionen. Zu ihren wichtigsten Rollen zählen u. a. Ariel (Der Sturm), Elisabeth (Maria Stuart) und Martha (Wer hat Angst vor Virginia Woolf). Ab 1995 wirkte sie in Fernsehreihen wie Derrick, Der Alte und anderen TV-Produktionen, in Kinospielfilmen und Hochschulproduktionen u. a. der HFF München mit.
Dunja Bengsch ist die Tochter einer Übersetzerin und des ZDF-Redakteurs Jürgen Bengsch.

## Filmografie (Auswahl)
- 1995: Derrick – das Plädoyer (Fernsehreihe, ZDF)
- 1995: Der Alte – Mördergrube (Fernsehreihe, ZDF)
- 1996: Der Bulle von Tölz – Tod im Internat (Fernsehserie, SAT 1)
- 2002: Siska – Tödliche Begegnung (Fernsehreihe, ZDF)
- 2004: Der Alte – Du sollst nicht töten (FernsehreiheZDF)
- 2005: Der Alte – Mord hat seinen Preis (Fernsehreihe, ZDF)
- 2005: Out Now (Kinospielfilm)
- 2006: Marienhof (Fernsehserie, ARD)
- 2013: Trugschluss (Kinospielfilm)
- 2016: Weissblaue Wintergeschichten – Zwei Männer sind einer zuviel (Fernsehserie, ZDF)
- 2017: White Pillow (Kinospielfilm)
- 2019: Tonio und Julia – dem Himmel so nah / Mut zu leben (Fernsehserie, ZDF)
- 2020: Purpur (Kinospielfilm)
- 2020: Dahoam is Dahoam (Fernsehserie, BR)
- 2021: Ein Stück vom Kuchen (Kurzfilm)
- 2022: Weißwurscht isst man anders (Kurzfilm)
- 2022: Watzmann ermittelt – Trachtenwahnsinn (Fernsehserie, ARD)
- 2023: Alles gute, ja?! (Kurzfilm)
- 2024: Alles was zählt (Fernsehserie, RTL)
- 2024: Aktenzeichen XY ungelöst – Kloster SMS (Fernsehreihe, ZDF)
- 2024: Hundswut (Kinospielfilm)

## Theaterproduktionen (Auswahl)
- 1990: Christine in Fräulein Julie, Pasinger Fabrik, München
- 1990: Eliante in Der Menschenfeind, Theater Scaramouche, München
- 1991: Lucie in Stella, Modernes Theater, München
- 1991: Viola in Was Ihr Wollt, Seebühne im Westpark, München
- 1992: Ljalja in Liebe Yelena Sergejewna, Theater Halberstadt
- 1992: Chawa in Anatevka, Theater Halberstadt
- 1993: Paula in Jagdszenen aus Niederbayern, Theaterzelt das Schloß München
- 1994: Zeitgeist in Die Nacht der Zeit (UA), Jugendstiltheater Wien
- 1995: Ariel in Der Sturm, Clingenburg Festspiele, Klingenberg
- 1997: Enkelin in Die Macht der Gewohnheit, Theater 44, München
- 1998: Amy in Charley's Tante, Neue Schaubühne München
- 1999: Elisabeth in Maria Stuart, Clingenburg Festspiele Klingenberg
- 2001: Alle Frauen in Blue Room, Kammerspiele Landshut
- 2002: Ljubów Andréjewna in Der Kirschgarten, Metropol-Theater München
- 2002: Herzogin in Richard III., Landestheater Schwaben Memmingen
- 2008: Hure, Nonne, Bedienung in La Strada, A.gon Theater München
- 2009: Madames de Volanges in Gefährliche Liebschaften, Theatergastspiele Kempf
- 2009: Martha in Wer hat Angst vor Virginia Woolf?, Toppler-Theater, Rothenburg o.d.T.
- 2010: Mechthild Huschke in Nichts Schöneres, Toppler-Theater, Rothenburg o.d.T.
- 2013: Garderobiere Anna[2] in Sein oder Nichtsein, Theatergastspiele Kempf
- 2013: Seele in Orpheus und Eurydike, Theater an der Rott, Eggenfelden
- 2016: Magd in Bluthochzeit,  Luisenburg-Festspiele, Wunsiedel
- 2017/18: Theodora Rawson in Das große Halali, Theater auf Tour Darmstadt
- 2019: Alle Frauen in Menschliches – Grenzliches, dasvinzenz[3] München
- 2020: Yvonne Blum in Bella Figura, Landestheater Dinkelsbühl
- 2021: Josefa Kuchlbauer in Bayerisch Baklava, Theater Grenzenlos, München
- 2023: Ruth Marquard in Flint-Transit, Kulturfabrik Mindelheim

## Sprechertätigkeiten (Auswahl)
- 2011: Love for Sale, Cool Porter-Reportage, Bayerischer Rundfunk
- 2019: Deutschland, ein Wirtschaftsmärchen, Hörbuch, ABOD Verlag
- 2019: Ein Algorithmus hat kein Taktgefühl, Hörbuch, ABOD Verlag
- 2022: Ich bin keine Heldin, Hörbuch, ABOD Verlag
- 2024: Mutter Vater Land, Hörspiel, Bayerischer Rundfunk